# 青岛市商会

青岛市博物馆所藏青岛市商会木印

青岛市商会，曾用名青岛华商商务总会、青岛总商会，为青岛市清末及民国时期的华商商会组织。成立于1910年，1920年代后影响力逐渐扩大，1930年代极盛时期因其影响力仅次于青岛市政府而一度被称为“二衙门”，1937年全面抗战爆发后逐渐衰落，1949年解散。

## 历史

### 商会的建立与初期发展

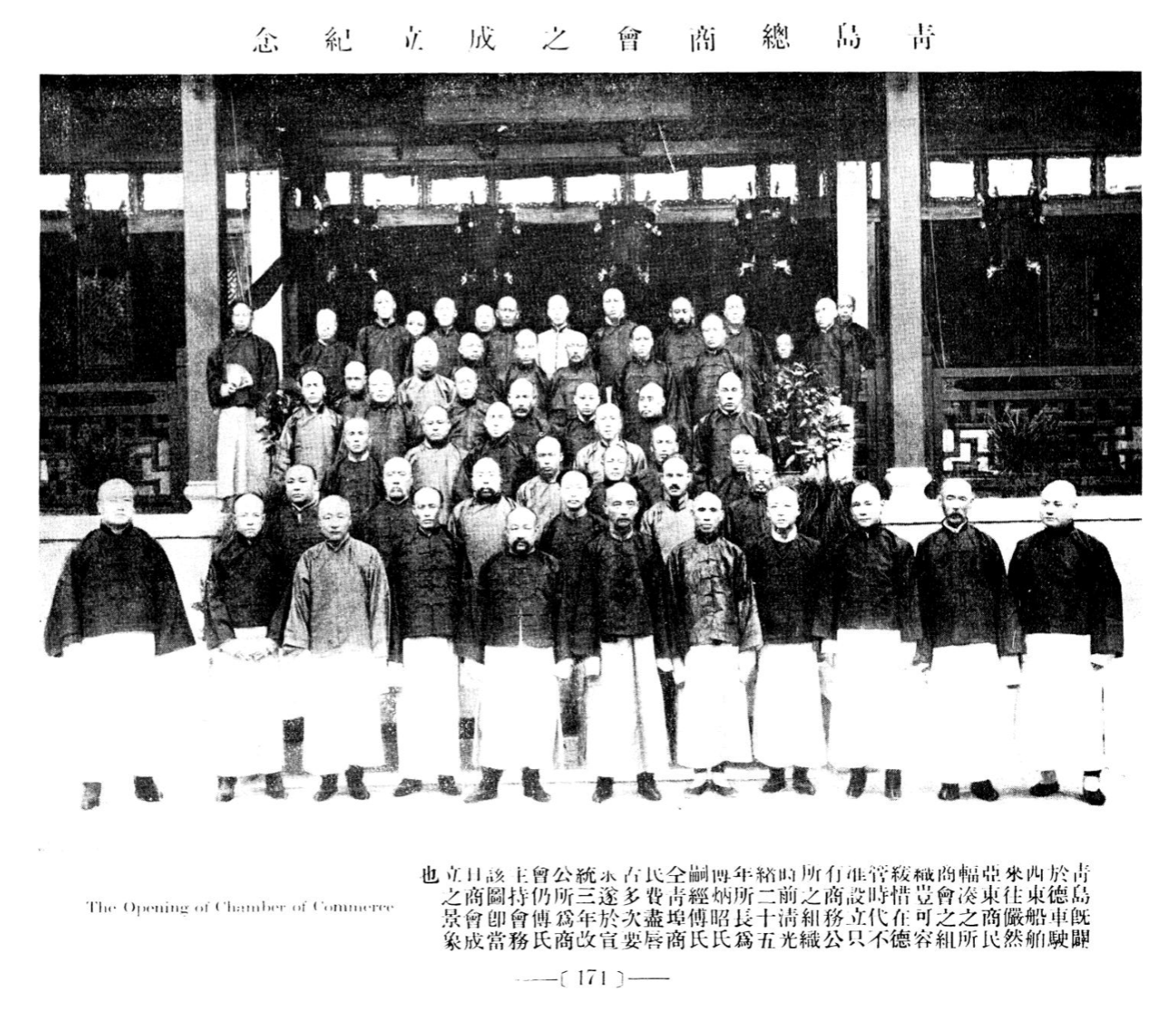
青岛华商商务总会成立时在三江会馆议事厅前合影，前排左六为时任总理傅炳昭

青岛华商商务总会成立前，胶澳总督府曾于1902年组建青岛中华商务公局，以辅佐总督府处理华人事宜，会址设于天后宫，实行董事制，设董事12人，规定其中山东籍6人、外省籍3人、洋行买办3人。
1910年，原青岛中华商务公局撤销，青岛华商商务总会经胶澳总督府批准、依照清政府1904年颁布的《商会简明章程》成立，同时公布《青岛华商商务总会便宜章程》22条和《青岛华商总会附条》6条，转呈清政府农工商部备案。青岛华商商务总会为青岛第一个依法成立的现代商会，实行董事制，最初设董事18人，总理、协理各一人，后改为董事30人，总理、协理改称会长、副会长。黄县籍商人傅炳昭为第一任总理。该会章程称其宗旨为“联络商情、维持商业、开通商智”，规定在青岛依法经商营业的中国商人可自愿入会，同时规定其各项事务须遵照清政府及胶澳总督府章程，总理、协理的人选及商务报告等须由总督府核准方可向清政府禀报。
1916年1月，青岛华商商务总会根据北洋政府1915年12月修订的《商会法》，改组为青岛总商会，并第一次以投票方式选举产生由32名董事组成的董事会，江苏江都籍商人丁敬臣出任会长，黄县籍商人成兰圃任副会长，由日本陆军青岛守备军司令部核准后转呈农商部备案。1918年商会会长改选时，丁敬臣因与当时统治青岛的日本当局关系不佳而落选，改由成兰圃（时任东莱银行总经理）任会长。

### 青岛主权交接与商会地位的提升

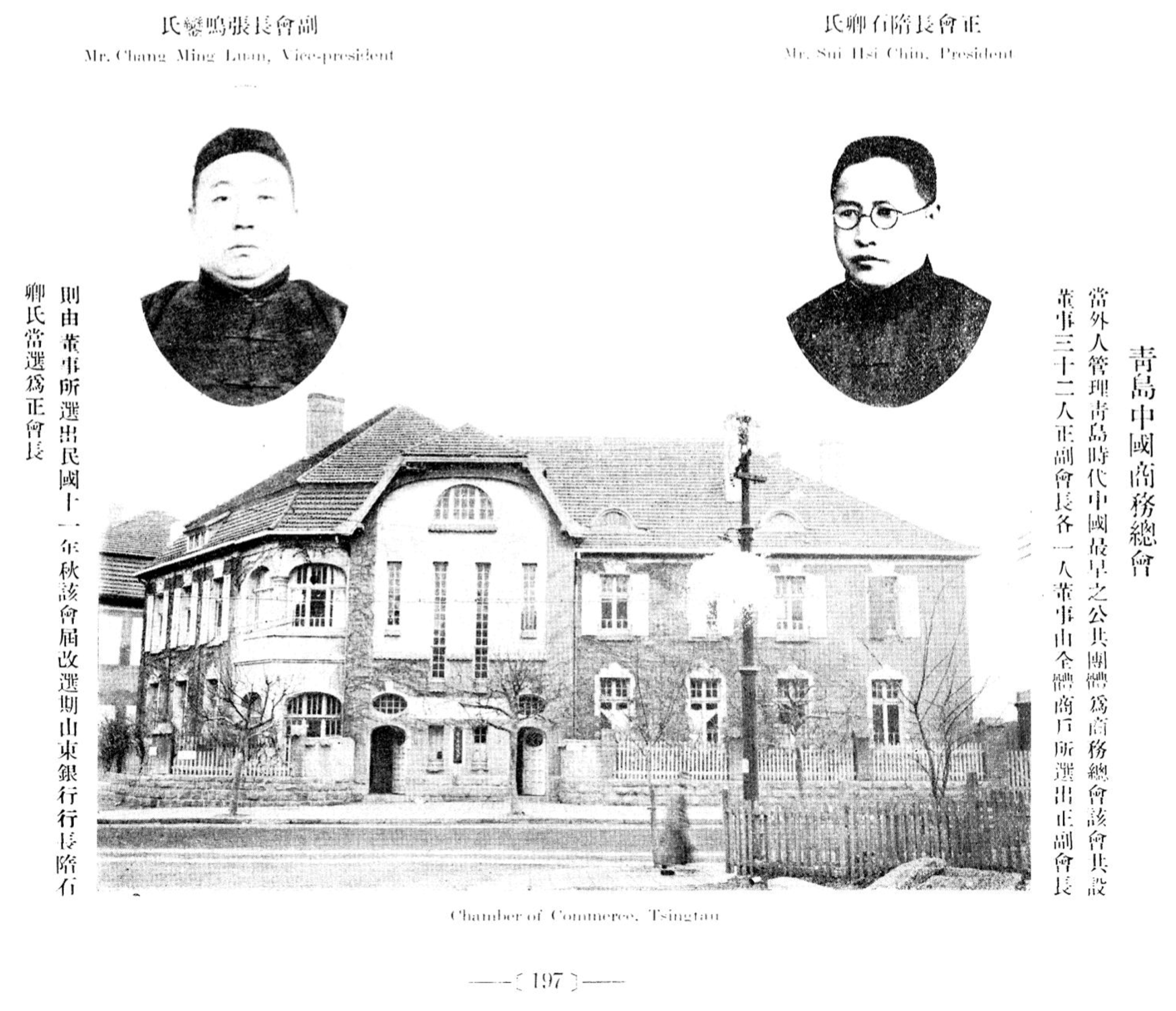
《接收青岛纪念写真》对青岛总商会的记载，大图为当时位于馆陶路的会址，右上角为时任会长隋石卿

1922年，山东文登籍商人隋石卿接任会长。1922年2月4日中日双方签订《解决山东悬案条约》以筹备交接青岛及胶济铁路后，因北洋政府财政吃紧，鲁案善后督办公署前后多次通过商会向中国银行、山东银行、东莱银行等银行借款，以维持胶济铁路及青岛市区警务开支，前后借款数十万银元，均由商会及会长从中担保。
青岛主权交接期间其他事务，商会亦多有所参与、协助。北洋政府正式接收青岛前，日本治安机构提前放弃本职，趁中国警力不足时故意造成治安混乱的局面。土匪孙百万等于此时受日本人唆使进入青岛市区，商会会长隋石卿等人曾与之谈判交涉，对其劝说、招抚。11月30日，隋石卿与青岛接收监视专员茅少甫在天津路东华旅社被孙百万部属绑架，经时任山东省省长熊炳琦派代表谈判后于12月10日被释放，青岛主权亦于同日顺利交接。
1925年五卅运动期间，隋石卿曾作为商会会长参与罢工工人与日本商人之间的调停。5月30日五卅惨案发生后，商会曾参与罢市及英日经济绝交活动。但隋石卿态度消极，又与7月29日《青岛公民报》主笔胡信之被张宗昌下令枪决一事有牵连，影响恶劣，导致其1927年商会改选时落选，由掖县人宋雨亭接任。1927年改选时，商会董事增至52人，新设总务、文书、出纳三科，同时引入常务董事制，鉴于隋石卿任会长时发生的决策失误，规定重大事务应由常务董事开会决定而非会长独断。
1922年至1929年间，北洋政府因战乱及内部派系斗争无暇顾及青岛的治理，造成青岛地区政府控制弱化。而此时的青岛总商会摆脱了列强的控制，又因青岛主权交接期间积极参与社会事务，政治地位有所上升，成为青岛地区最具政治影响力的社会组织。同时进一步完善了组织机构，因1922年后各行业同业公会相继建立而增强了实力。

### 南京国民政府统治时的极盛时期

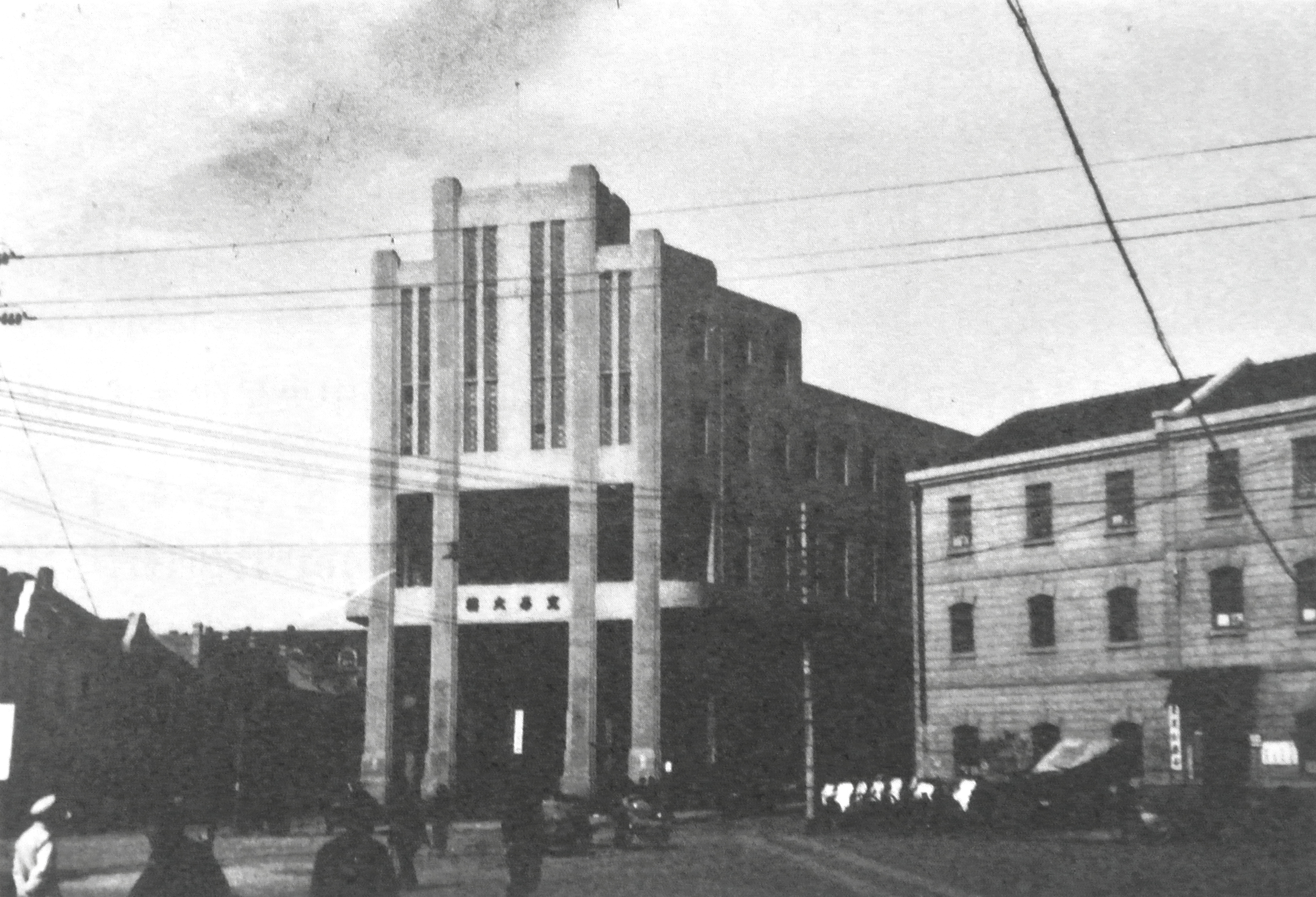
由商会主席宋雨亭牵头建立的青岛市物品证券交易所

1929年4月南京国民政府接管青岛后，青岛总商会根据各省商会联合会拟定的《商会改组大纲》进行改组，由董事制改为委员制，设执行委员53人，其中互选7人为常务委员，常务委员中互选3人为主席团委员。宋雨亭、丁敬臣、吕月塘任主席团委员，当时在会商号352个。1931年，青岛总商会根据国民政府公布的《商会法》改组为青岛市商会，设执行委员10人、监察委员7人，执行委员中互选出常务委员5人，再次互选出主席1人，宋雨亭仍任主席。同年5月制定《青岛市商会章程》。
1932年1月，东北海军代总司令沈鸿烈接任青岛市市长，掌握青岛市党政军大权。1933年6月，东北海军部分军官不满其待遇，劫持沈鸿烈未遂后率海圻、海琛、肇和三舰南下赴广东投奔陈济棠，沈鸿烈因此事向国民政府辞职。宋雨亭闻讯后，以商会主席名义召集青岛商界部分人士及律师公会、银行公会、新闻记者公会等团体，成立“青岛市各界挽留沈市长市民联合会”，宣布一致挽留沈鸿烈，并电请行政院及国民政府军事委员会北平分会表示挽留。7月8日，宋雨亭等召集各团体140个、民众十余万人，在齐燕会馆召开市民大会决议坚决挽留沈鸿烈。7月17日夜，沈鸿烈离开青岛避居威海，宋雨亭率挽留联合会主席团20余人赴威海“攀辕挽留”。经蒋介石、韩复榘等人劝说，沈鸿烈于21日回青复职。此事后，沈鸿烈对青岛市商会更加倚重，一面对商会进行宏观性政治指导与行政干预，一面最大限度地给予商会合法自由，以充分发挥其作用。
1929至1937年间的青岛商会与青岛市政府间形成了良性互动，在此背景下，商会除一般的商业管理外，还拥有部分社会管理职能。沈鸿烈主政时期的青岛工商业营业税全部由商会代征，市政府还聘请宋雨亭等商会高层为顾问。同时，商会在市政府的支持下与日本经济势力展开竞争，以维护华商工商界的利益。例如1929年7月协助中国银行、交通银行等中资银行停止使用胶平银进行兑换交易，改用银元，以摆脱横滨正金银行通过垄断胶平银价格对青岛金融贸易的控制；1930年与1933年先后参与筹备开设青岛国货陈列馆与青岛国货公司；1931年筹建青岛市物品证券交易所以对抗日本人主导的青岛取引所。
1922年后的青岛商会亦曾积极参与社会公益慈善事业，如1925年后先后接管胶澳商埠督办公署创设的济良所、育婴堂、教养局以及贫民习艺所，1927年9月救济“现德丸”船难幸存难民及遇难者家属，1931年组织义演救济江淮大水灾民，以及为贫民施棺、抚恤殉职警员遗族等。

### 抗战时期的衰落

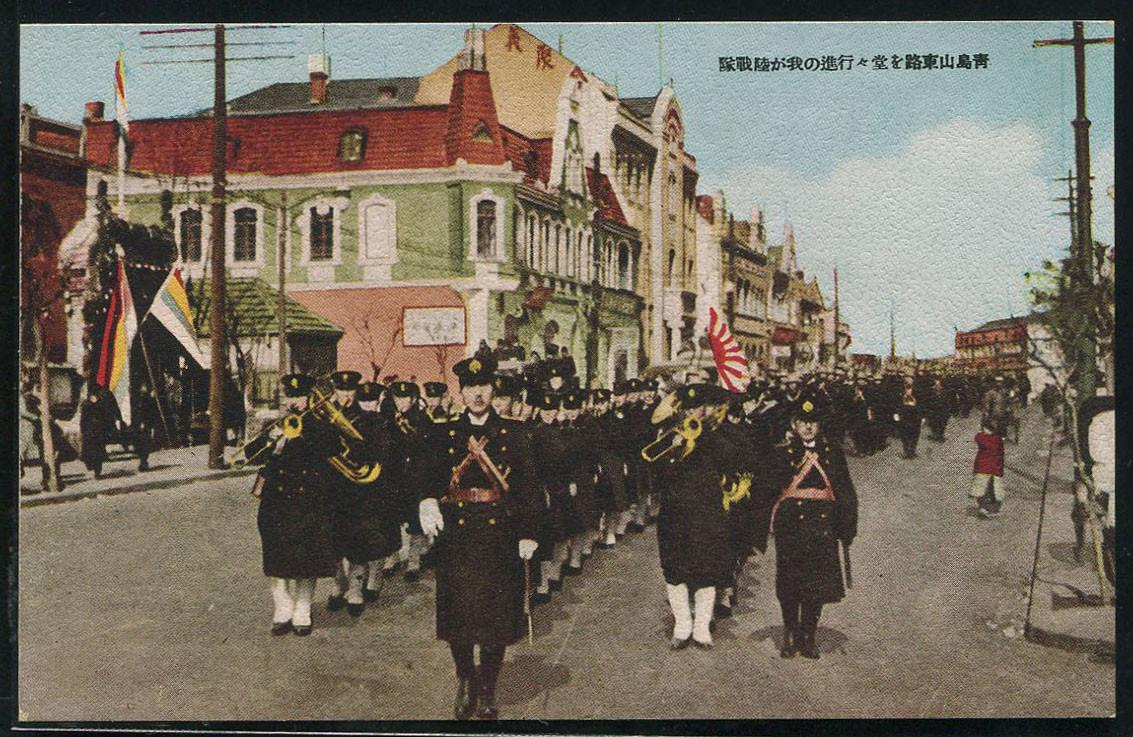
在中山路（当时改名为山东路）游行的日本海军陆战队，左侧悬挂五色旗处为当时被伪青岛治安维持会占用的商会会址，1938年1月

1937年七七事变后，商会职员多因战乱离职。1938年1月日军第二次占领青岛后曾计划重组青岛商会，但宋雨亭、隋石卿、刘子山等前商会要员及青岛商界巨头多隐居不出或避居他处，原商会常务委员柳文廷得知自己被指定为商会会长后便托病离青。至1942年伪青岛特别市商会成立前，青岛商会实际上处于瘫痪状态。
1942年7月20日，伪华北政务委员会公布《商会统制暂行办法》和《工商同业公会统制暂行办法》，并转发伪青岛特别市公署。9月12日，伪青岛特别市社会局命令青岛商会根据暂行办法限期改组。9月22日，伪青岛特别市商会成立，邹道臣任会长，但商会事务实际掌握在与日军联系紧密的常务董事乔智金手中。根据伪特别市公署制定的《青岛特别市商会章程》，会长及4名常务董事由伪公署指定，其余的10名董事及2名监事由会长与常务董事推荐，原商会的总务、文书、出纳三科调整为统制、配给两科。此时商会自行制定章程及自由选举的权利实际已被剥夺，商会本身也成为日军及其傀儡政府实行战时统制经济，统驭、监控各行业的工具。
与此同时，仍然盘踞在青岛市郊的国民党势力为筹措军饷，对商会极力威胁、拉拢。1943年4月14日，时任青岛保安总队队长、青岛市政府代理市长李先良向商会发布训令，要求商会缴纳1938年以来的各商户营业税，但商会未予理睬。1944年4月7日，青保总队特务队潜入市区绑架并枪杀商会常务董事乔智金，继而重金悬赏会长邹道臣的首级，商会其他要员亦在其“锄奸名单”之中。邹道臣见此弃职潜逃。李先良之后又派遣青保官兵在一些商号门前安放炸弹炸毁其门窗玻璃以示惩戒。部分工商业者因此暗中推举谦祥益青岛分号经理、绸缎呢绒布匹业同业公会会长兼商会董事时品三与李先良联系，之后又向特别市当局推荐时品三出任商会会长。1945年3月22日商会改选后，时品三出任会长，之后在李先良授意下为其秘密捐助经费及军需物品，前后总计价值两千余万元。

### 解放战争时期及最终消亡

青岛市商会会址

1945年8月日本投降后，9月中旬，李先良率青岛保安总队接收青岛市，并正式接任青岛市市长。时品三因抗战末期曾资助李先良部，又积极招待国军、协助接收，得以留任会长。9月28日，时品三发布商会会令，宣布恢复青岛市商会名称，并将原特别市商会统制、配给两科制改为秘书室、总务科、商工科、调查科“一室三科”制。10月1日，社会部公布《收复地区人民团体总登记办法》，因根据该办法及1942年《收复地区人民团体调整办法》，商会应由地方政府组织委员会进行接收、整理，时品三于10月5日致函市政府，称现商会组织“系敌伪所育成……实有整新之必要”，但李先良对商会现状似为满意，故未明确予以批示。
1945年11月中旬，李弥率第八军进驻青岛，其后又有国民党中央委员葛覃赴青岛任副市长、社会局局长兼青岛市党部主任委员，对李先良形成极大牵制，另有宪兵第十一团驻青岛奉命抓捕汉奸。同时商会方面，时品三为迎合市政府，向商会会员征收各种名目繁多的款项，导致会员不满，而市政府又认为商会征税缴费不力。商会下属的各同业公会又因日本控制时期积弊未改而矛盾丛生，一系列状况导致商会威信大跌，时品三迫于压力于同年12月隐退。12月23日，商会董监事联席会议决议李德卿暂任代会长。李先良亦不得不决定对商会彻底实行整理。
1946年1月23日，青岛市政府任命宋雨亭、李代芳、柳文廷、李德卿等13人为整理委员，组成青岛市商会整理委员会，宋雨亭任主席。1月27日正式成立青岛市商会整理委员会，宋雨亭因故未到任，改由李代芳任主席。整理委员会对于政府摊派款项、物资问题较时品三任会长时期更加谨慎，但即使如此，仍因当时物价上涨、经济凋敝及各同业公会仍在整理等情形，遭遇了经费严重不足的状况，直至4月25日才宣布整理结束。1946年4月26日，青岛市商会重新成立，共选出委员34人，其中主席1人、常务委员4人、执行委员12人、监察委员7人、候补执行委员7人、候补监察委员3人，李代芳仍任主席，其执行机构仍沿用“一室三科”制。6月28日，商会遵照社会局训令，据《非常时期人民团体组织法》第九条将常务委员会、执行委员会、监察委员会改称常务理事会、理事会、监事会。11月1日，中华民国商会全国联合会在南京成立，青岛市商会为会员，李代芳当选商联会理事。
第二次国共内战时期的青岛商会，作为政府与商界之间的中间组织，在协助国民政府稳定市场秩序、调解商业纠纷、推行政府经济政策及法令、为政府筹募款项的同时，也在积极维护商界利益、反抗政府的不合理政策（如1946至1948年间多次抗议不合理税捐、要求税制改革，1946年6月因前会长时品三被捕一案抗议《惩治汉奸条例》等）、通过商会联合会与青岛市参议会反映商民困苦并进言献策、救济灾民与会员、为青岛地方经济的恢复而努力。然而抗战后国民政府扩充军备、加强地方统治，青岛市党政军三权互相牵制掣肘、无法恢复沈鸿烈时代的统治秩序，同时青岛抗战后不久便成为军事基地、邻近国共交战前线，战争后期又成为国军在山东地区孤立一隅的唯一据点，交通闭塞、经济失控、民生凋敝。此种时代背景导致商会本身的实力与在政府面前的自主权、话语权大不如前，无力扭转经济状况，甚至成为政府、军队的勒索对象，1946年商会重组后提出的商业复兴计划亦化为泡影。
1948年6月，青岛市工业会根据国民政府1947年颁布的《工业会法》成立，社会局指令工业行业依法退出商会、加入工业会，商会实力被削弱。同年8月，李先良辞去市长职务，第十一绥靖区司令官兼行政长官刘安祺全面掌控青岛地区党政军大权，商会的话语权进一步减少。12月，商会改选，时任市长龚学遂出席改选大会，第十一绥靖区、宪兵第十一团、市社会局、警察局亦派代表出席，商会除工商分野后留任的10名理事、2名监事外，新选理事11人、监事5人。理事长李代芳因兼职过多请辞，但经刘安祺指示社会局挽留，仍保留理事长虚职，商会工作实际由常务理事赵镜海负责。
1949年6月2日，青岛解放。因李代芳在解放军入城前夕离青，商会常务理事会推选常务理事张乐古暂负理事长职责。同年9月28日，青岛市军事管制委员会召开青岛市各界人民代表会议并决议成立青岛市工商业联合会，后于11月15日成立青岛市工商业联合会筹备委员会。11月23日，工商联筹委会开始接管商会人员财产，青岛市商会就此成为历史。

## 历任会长
| 姓名   | 在任时间                     | 籍贯         | 备注及来源                            |
| ------ | ---------------------------- | ------------ | ------------------------------------- |
| 傅炳昭 | 1910年-1916年                | 山东省黄县   | 职务最初称总理，后改称会长            |
| 丁敬臣 | 1916年-1918年                | 江苏省江都县 | [ 2 ] [ 5 ]                           |
| 成兰圃 | 1918年-1922年                | 山东省黄县   | [ 2 ] [ 5 ] [ 7 ]                     |
| 隋石卿 | 1922年-1927年                | 山东省文登县 | [ 2 ] [ 5 ]                           |
| 宋雨亭 | 1927年-1937年                | 山东省掖县   | 1929年改称主席团委员，1931年改称主席  |
| 邹道臣 | 1942年9月22日-1945年3月22日  | 山东省蓬莱县 | 职务称为会长                          |
| 时品三 | 1945年3月22日-1945年12月23日 | 山东省章邱县 | [ 1 ]                                 |
| 李德卿 | 1945年12月23日-1946年1月     | 山东省广饶县 | 代理会长                              |
| 李代芳 | 1946年4月26日-1949年6月      | 青岛市       | 职务最初称为主席，1946年6月改称理事长 |

## 会址

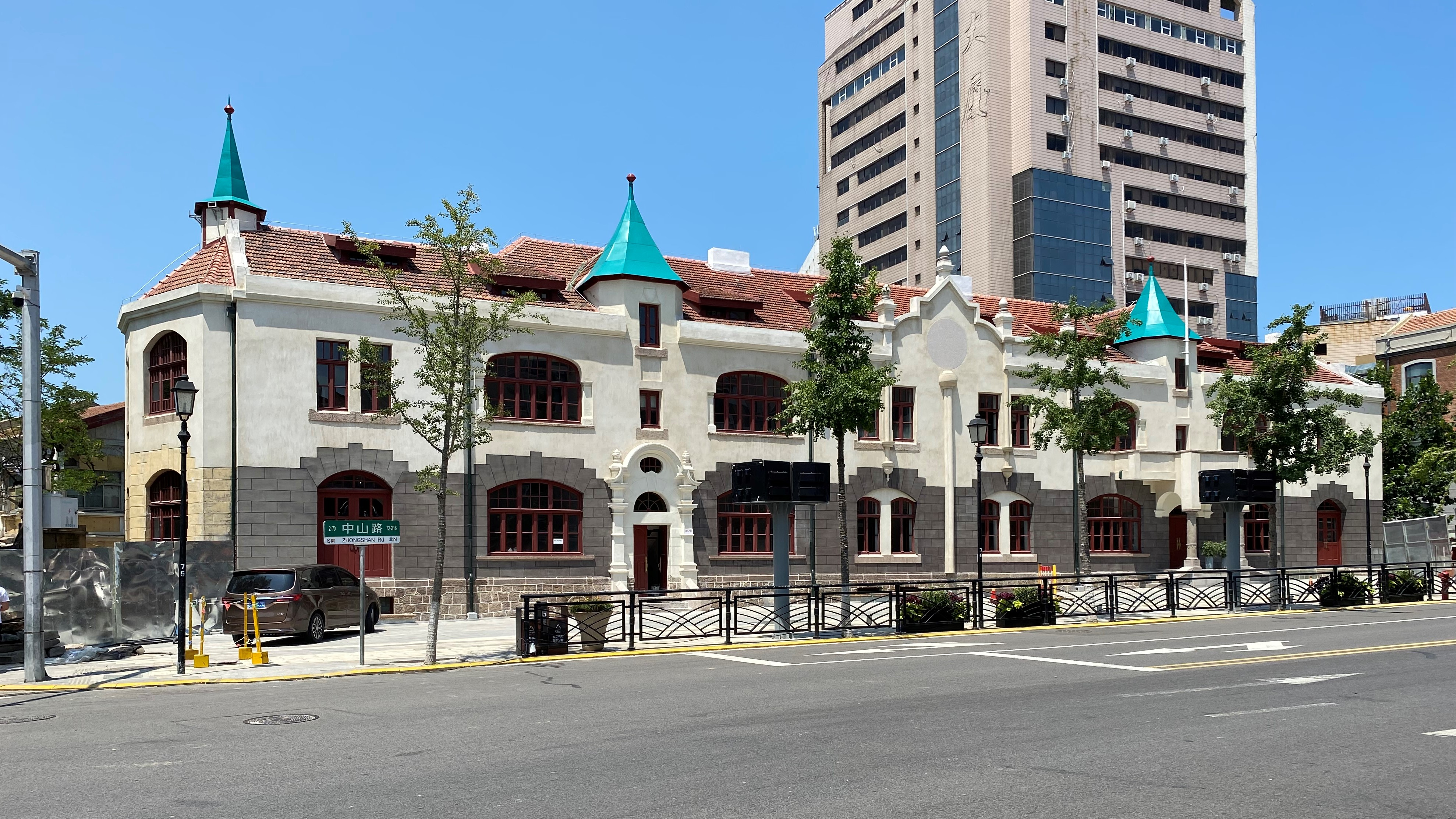
青岛商会旧址，2022年

青岛商会1910年成立后的会址不明。1922年青岛主权交接时，商会会址位于原利康洋行行址，即今馆陶路28号。另有说法称商会1920年代曾设于馆陶路齐燕会馆。约1924年（一说1923年、1931年），商会迁至中山路原祥福洋行公寓，即今中山路72、74号，直至其1949年解散，改为青岛工商联会址。馆陶路28号址现为山东省文物保护单位青岛馆陶路近代建筑的一部分，中山路72、74号现为市南区文物保护单位。